# Josep Monllaó i Panisello
Josep Monllaó i Panisello, àlies «Llaonet» (Tortosa, Baix Ebre, 1 de juliol de 1892 - 14 de juliol de 1971) va ser un periodista i escriptor català de pensament carlista.

## Biografia
Era fill de Josep Monllaó i Isabel Panisello i va treballar en la seva joventut com a obrer impressor.
Va col·laborar des de la seva fundació amb el diari d'inspiració carlista La Tradición (1911-1936), editat també a Tortosa, i dirigit en un primer moment per Enrique Bayerri i Bertomeu, on aviat es va fer popular el seu pseudònim «Llaonet» pels seus articles i ressenyes humorístiques. Monllaó va ser més tard director aquest diari, que va ser òrgan de la Comunió Tradicionalista a les Terres de l'Ebre i durant algun temps va ser també la publicació tortosina de més gran tirada, ja que comptava l'any 1919 amb més de 2.500 subscriptors repartits pels districtes de Tortosa, Roquetes, Gandesa, Falset, Tarragona i el Vendrell.
Va col·laborar així mateix amb altres diaris i revistes carlistes i catòlics, tant de Catalunya com de la resta d'Espanya, com ara: El Radical, de Reus; El Tradicionalista, de Tarragona; El Guerrillero, de València; El Pensamiento Español i El Cruzado Español, de Madrid; La Razón, de Lleida; i Oria-mendi, de Bilbao, entre uns altres.
Durant la dècada de 1920 va dirigir també el Diario de Tortosa. Després de la desaparició d'aquest últim, va fundar en 1924 el diari independent Heraldo de Tortosa, que va dirigir juntament amb Robert Andreu. Va presidir a Tortosa l'Associació de la Premsa i la Federació Provincial Patronal d'Arts Gràfiques.
Fou tinent d'alcalde i regidor carlista, per elecció popular, durant vuit anys. A més, va ser president del Comitè Tradicionalista, vicepresident de la Junta Provincial Carlista, delegat comarcal de les Margarides i president del Círcol Carlista.
Va escriure alguns textos en català que van ser premiats en el concurs literari celebrat a Tortosa l'any 1928 amb motiu del XV cinquantenari del descens de la Verge de la Cinta.
Durant la guerra civil espanyola va estar vint-i-dos mesos amagat, temorós per la seva vida. La majoria dels socis del Cercle Tradicionalista de Tortosa van ser assassinats durant les primeres setmanes de la contesa bèl·lica. En un dels primers registres, els milicians van entrar al seu domicili, però no van trobar res, tot i que el seu despatx estava ple de quadres de personalitats carlistes, que una de les seves filles va fer passar per personatges socialistes. Als seus familiars se'ls va negar la cartilla de racionament per dir que ignoraven on era, ja que havia estat declarat «enemic del poble». Cansat d'estar amagat i que es molestés als seus, el 24 de setembre es va presentar ell mateix davant el Tribunal de Justícia i va demanar parlar amb el president del Tribunal, que tenia ordre de buscar-ho i detenir-lo. Sorprès que el propi Monllaó es presentés davant ell, li va dir que s'amagués bé, ja que potser no trigaria molt a tornar a donar-se l'ordre de detenció. El 29 de març de 1937 va sortir novament del seu amagatall i va creuar l'Ebre a peu sense dificultat pel pont del Ferrocarril saludant als guàrdies d'assalt que el custodiaven amb un «Salut, camarades!». Va romandre en diverses casetes de camp de la zona, vivint moltes altres peripècies fins que el mes d'abril de 1938 van arribar les tropes nacionals, que el van abraçar i van felicitar per haver sortit amb vida de l'«infern roig».
Va ser llavors designat representant de Frentes y Hospitales en primera línia de foc, durant la batalla de l'Ebre, i delegat del Decret d'Unificació a la zona del Delta de l'Ebre, pronunciant a l'efecte nombroses conferències en diverses ciutats preses pel bàndol nacional. Segons Enric Bayerri, Monllaó va ser «el primer a entrar a Tortosa amb les forces nacionals» el 13 de gener de 1939.
Després de la contesa bèl·lica, va escriure, en homenatge als assassinats a Tortosa a la rereguarda republicana, Estampas de dolor y de sangre (1941), prologat pel cronista de Tortosa Francesc Mestre i Noé, i Los Bárbaros en Tortosa (1942), on va narrar les seves pròpies experiències a la guerra, amb pròleg del seu correligionari Enric Bayerri i Bertomeu. Va treballar com a corresponsal a Tortosa de l'Agència Cifra i l'Agència EFE, a més de ser-ho d'altres diaris locals com el Diario Español de Tarragona o el Diario de Reus. El 1957 va ser redactor en cap del diari La Voz del Bajo Ebro.
L'11 de març de 1955 el ministre de Justícia, Antonio Iturmendi, li va concedir la Creu de Sant Ramon de Penyafort «per les seves campanyes periodístiques i orals durant quaranta anys en defensa de la Religió i de la Pàtria». També va obtindre la Creu de Cavaller de l'Orde de Sant Carles Borromeu del pretendent Carles VIII i quinze primers premis de l'Agència EFE. El Patronato de Buenas Lecturas de Madrid el nomenà membre d'honor.
A més del pseudònim «Llaonet», va usar també els pseudònims de «Dertusano» «Plinio», «Constantino Romano» i «Leónidas». Va escriure més de 35.000 artícles periodístics y una dotzena de llibres, alguns inèdits. Va estar casat amb Josefa Calderó.

## Obres
- El huelguista (1918)
- El voluntario (1922)
- La riquesa de nostra terra. Lema: glorifiquem a l'Ebre (1928)
- La festa del meu carré: Lo panoli. Lema: Així som los tortosins! (1928)
- Los cants dels tortosins. Lema: pasa la rondalla (1928)
- Estampas de dolor y de sangre (1941)
- Los Bárbaros en Tortosa: 1936-1939. Recuerdos e impresiones de un perseguido en el infierno rojo (1942)